# Glenea coelestina
Glenea coelestina är en skalbaggsart som beskrevs av Charles Joseph Gahan 1897. Glenea coelestina ingår i släktet Glenea och familjen långhorningar. Inga underarter finns listade i Catalogue of Life.